# Llista de Primers Ministres de Manitoba
Aquesta és la llista de primer ministres de la provincia de Manitoba, Canadà, des que fou creada el 1870.
Premiers de Manitoba
|  | Nom                        | Partit                      | Terme     |
|  | Alfred Boyd¹               | Non-party²                  | 1870-1871 |
|  | Marc-Amable Girard¹        | Non-party²                  | 1871-1872 |
|  | Henry Hynes Clarke¹        | Non-party²                  | 1872-1874 |
|  | Marc-Amable Girard (again) | Non-party²                  | 1874      |
|  | Robert A. Davis            | Non-party                   | 1874-1878 |
|  | John Norquay               | Non-party²                  | 1878-1887 |
|  | David H. Harrison          | Non-party²                  | 1887-1888 |
|  | Thomas Greenway            | Liberal                     | 1888-1900 |
|  | Sir Hugh John Macdonald    | Conservative                | 1900      |
|  | Sir Rodmond P. Roblin      | Conservative                | 1900-1915 |
|  | Tobias C. Norris           | Liberal                     | 1915-1922 |
|  | John Bracken               | United Farmers/Progressive3 | 1922-1932 |
|  | John Bracken               | Liberal-Progressive3        | 1932-1943 |
|  | Stuart S. Garson           | Liberal-Progressive3        | 1943-1948 |
|  | Douglas L. Campbell        | Liberal-Progressive4        | 1948-1958 |
|  | Dufferin Roblin            | Progressive Conservative    | 1958-1967 |
|  | Walter Weir                | Progressive Conservative    | 1967-1969 |
|  | Edward Schreyer            | NDP                         | 1969-1977 |
|  | Sterling Lyon              | Progressive Conservative    | 1977-1981 |
|  | Howard Pawley              | NDP                         | 1981-1988 |
|  | Gary Filmon                | Progressive Conservative    | 1988-1999 |
|  | Gary Doer                  | NDP                         | 1999–     |

- ¹ Actualment no són caps de govern. A vegades dits caps de govern
- ² Abans de 1888 els governs de Manitoba eren sense partit; tanmateix, aquests ministres en cap s'identificaven personalment amb el Partit Conservador.
- 3La United Farmers of Manitoba party esdevé Progressive Party el 1928. Després de 1932 el govern fou una coalició Liberal-Progressiva, i durant la Guerra la Cooperative Commonwealth Federation (CCF), Social Credit i els conservadors s'uniren a la coalició. La CCF la deixà el 1943, mentre que el Social Credit Party es desintegrà el 1940s. Els conservadors mantingueren la coalició fins al 1950.
- 4En coalició amb els conservadors fins al 1950.